# HQ-22
HQ-22 («Червоний Прапор-22»; експортна назва FK-3) — ракета класу «земля-повітря» середньої та великої дальності з напівактивним радіолокаційним самонаведенням, розроблена Китайською Народною Республікою.

## Виробництво
Ракета була розроблена як друге покоління ракети HQ-12. HQ-22 виробляється компанією Jiangnan Space Industry, також відомою як Base 061, частина China Aerospace Science & Industry Corporation Limited (CASIC).
У 2014 році була виявлена зменшена версія ракети, відома як FK-3, що була розроблена для експорту з КНР.
На авіашоу Zhuhai Airshow 2016 HQ-22 вперше була публічно представлена як покращена версія FK-3. У 2017 році HQ-22 надійшла на озброєння Народно-визвольної армії Китаю і швидко стала однією з основних ракет, що використовуються для протиповітряної оборони.

## Дизайн
Типова батарея системи HQ-22 включає 1 радіолокаційну систему та три пускові установки, оснащені 4 ракетами кожна. Кожна батарея може одночасно вражати 6 повітряних цілей.
Цю ракетну систему часто порівнюють з американською системою Patriot і російськими ракетними зенітно-ракетними системами С-300. І хоча вона має меншу дальність дії, ніж варіанти С-300, такі як С-300ПМУ-2, припускається, що вона виграє, маючи переваги в засобах протидії радіоелектронній боротьбі (ECM) і чудові можливості проти стелс-цілей на менших відстанях.[неавторитетне джерело]
Передбачається, що система буде набагато дешевшою за HQ-9, яка також знаходиться на озброєнні, і стане однією з опорних систем протиповітряної оборони Китаю, замінивши ракети HQ-2 часів холодної війни. Ходять чутки, що ця ракета має великий попит, тому її розгортають у великих кількостях, незважаючи на те, що вона з'явилась порівняно нещодавно.

### Ракета
Ракети HQ-22 мають дальність дії до 170 км і можуть вражати цілі на висоті від 50 м до 27 км. Ракети HQ-22 керуються напівактивним радіолокаційним наведенням і можуть вражати балістичні (згідно китайскої пропаганди) та крилаті ракети, літаки, гелікоптери та БПЛА. Оскільки весь комлпекс є не більш ніж копією радянского С-300 і жодного разу не викорустовувая в бойових умовах, його здатності достеменно невідомі.
Однією з основних відмінностей HQ-22 від її попередниці HQ-12 є те, що HQ-22 має новий «безкрилий» дизайн.

### Радар
Система здатна запускати 12 ракет для ураження до шести цілей одночасно[неавторитетне джерело]. Вона вражає до 36 цілей 72 ракетними снарядами при використанні багаторазових вогневих підрозділів під керуванням командно-координаційної машини.
Ракета може використовувати як напівактивне радіолокаційне комплексне наведення, так і радіокомандне наведення по всьому курсу. Спочатку ракета буде використовувати напівактивне радіолокаційне наведення, а у випадку, якщо вона зустріне сильні електронні перешкоди, автоматично перейде на радіокомандне наведення.

### Ракета-носій
Ракети-носії засновані на шасі конфігурації 8x8, виготовленому Інститутом транспортних засобів спеціального призначення Hanyang. HQ-22 запускає свої ракети під кутом, на відміну від HQ-9 і HQ-16, які запускають свої ракети вертикально

## Варіанти
HQ-22
Варіант на озброєнні Народно-визвольної армії Китаю зі швидкістю 6 Махів і радіусом дії 170 км.
FK-3
Оригінальний експортний варіант. Швидкість 6 Махів і дальність польоту 150 км.
HQ-22B Оновлена версія з покращеною швидкістю та дальністю, що досягає 8 Махів і 200 км. HQ-22B вже перебуває на оперативній службі в Народно-визвольній армії Китаю з 2021 року.
HQ-22C Новіша версія, яка все ще розробляється, щоб підвищити швидкість до 10 Махів і радіус дії до 250 км.

## Розгортання
У 2017 році HQ-22 надійшла на озброєння Народно-визвольної армії Китаю і швидко стала однією з основних ракет, що використовуються для протиповітряної оборони.
У серпні 2020 року було оголошено, що Сербія придбала FK-3, що здивувало більшість російських ЗМІ, які очікували, що Сербія придбає натомість С-300. Це був перший випадок, коли будь-який китайський ЗРК середньої та великої дальності експортувався до європейської країни.
У квітні 2021 року повідомлялося, що HQ-22 розгорнуті НВАК поблизу території Індії в східному районі Ладакха.
9 квітня 2022 року під час російського вторгнення в Україну шість транспортних літаків PLAAF Y-20 Військово-повітряних сил КНР приземлились в міжнародному аеропорту Белграду імені Ніколи Тесли. Очевидно, вони доставили сучасні китайські зенітно-ракетні комплекси HQ-22, які сербський уряд придбав у Китаю ще 2019 року. Сербський президент Александр Вучіч заявив, що він покаже «останню гордість» сербського війська у вівторок 12 квітня або середу 13 квітня. Сербія підтримує тісні партнерські стосунки з Китаєм і Росією, а також в попередні роки купляла російські та китайські типи озброєння.

## Оператори
- КНР[15]
- М'янма[16]
- Сербія: Придбано FK-3 з 2020 року.[17]
- Таїланд
- Туркменістан[16]